# 佩希曼缩合反应
佩希曼缩合反应（德語：Pechmann-Condensation），又称佩希曼反应（Pechmann-Reaction），由德国化学家汉斯·冯·佩希曼发现并首先报道，指酚和β-酮酸（或酮酸酯）在酸性条件下反应合成香豆素类化合物。

## 反应机理
酯化／酯交换、分子内亲电进攻成环、失水得到产物。
有研究指出佩希曼缩合反应按照分子内亲电进攻成环、酯交换、失水的顺序发生。
富电子的酚类反应效果较好，可在较温和条件下进行反应。 例如，从间苯二酚合成伞形酮衍生物——7-羟基-4-甲基香豆素：
若想制备4-位无取代的香豆素，可以通过使用苹果酸在硫酸作用下于100℃脱水，原位产生缩合所需的不稳定的甲酰基乙酸（酯），并缩合。